# Cantoni del Lussemburgo
I cantoni del Lussemburgo costituiscono la suddivisione amministrativa di primo livello del Paese (dopo l'abolizione, nel 2015, dei distretti) e sono in tutto 12; ciascun cantone comprende a sua volta più comuni.

## Lista

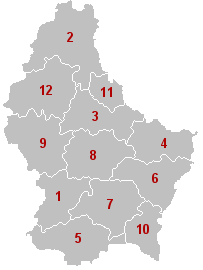
Carta del paese con la suddivisione in cantoni. Ogni numero corrisponde a quello in tabella.

| N. | Cantone          | Capoluogo        | Ex distretto | Popolazione (2001) | Superficie (km²) | Densità (ab./km²) |
| -- | ---------------- | ---------------- | ------------ | ------------------ | ---------------- | ----------------- |
| 1  | Capellen         | Mamer            | Lussemburgo  | 37 133             | 199              | 187               |
| 2  | Clervaux         | Clervaux         | Diekirch     | 12 418             | 332              | 37                |
| 3  | Diekirch         | Diekirch         | Diekirch     | 26 742             | 239              | 112               |
| 4  | Echternach       | Echternach       | Grevenmacher | 14 134             | 186              | 76                |
| 5  | Esch-sur-Alzette | Esch-sur-Alzette | Lussemburgo  | 134 674            | 243              | 554               |
| 6  | Grevenmacher     | Grevenmacher     | Grevenmacher | 21 650             | 211              | 103               |
| 7  | Lussemburgo      | Lussemburgo      | Lussemburgo  | 125 019            | 238              | 525               |
| 8  | Mersch           | Mersch           | Lussemburgo  | 23 311             | 224              | 104               |
| 9  | Redange          | Redange          | Diekirch     | 13 666             | 267              | 51                |
| 10 | Remich           | Remich           | Grevenmacher | 16 164             | 128              | 126               |
| 11 | Vianden          | Vianden          | Diekirch     | 2 924              | 54               | 54                |
| 12 | Wiltz            | Wiltz            | Diekirch     | 11 704             | 265              | 44                |